# Pierre Sire
Pierre Sire, né le 26 janvier 1862 à Fa (Aude) et mort le 26 mars 1939 à Carcassonne (Aude), est un homme politique français.

## Biographie
Élève de l'école militaire de Vincennes, il est officier d'intendance. Maire de Fa, conseiller général du canton de Quillan, il est député de l'Aude de 1928 à 1932, siégeant sur les bancs radicaux. 

## Sources
- « Pierre Sire », dans le Dictionnaire des parlementaires français (1889-1940), sous la direction de Jean Jolly, PUF, 1960 [détail de l’édition]
- Jean Fourié,"Essai de nomenclature générale des Audois célèbres", Espéraza, 1975.